# Mormonia splendens
Mormonia splendens är en fjärilsart som beskrevs av Clayton Dissinger Mell 1933. Mormonia splendens ingår i släktet Mormonia och familjen nattflyn. Inga underarter finns listade i Catalogue of Life.